# Downtown Baltimore
Downtown Baltimore est une zone de la ville de Baltimore (Maryland, États-Unis)
Compris entre le boulevard Martin Luther King à l'ouest, l'avenue Mt. Royal au nord, la rue President à l'est et par l'Inner Harbor au sud, il est composé de quatre quartiers: Westside, City Centre, Inner Harbor et Camden Yards.  Il s'agit du centre des affaires de la cité de Baltimore avec plus de 100 000 employés et environ 37 000 résidents[réf. nécessaire]. Une vaste rénovation urbaine eut lieu à partir des années 1970, afin de rendre le quartier à nouveau attractif après ses successives pertes de population.

## Géographie
Le City Centre est le quartier historique des finances de Baltimore qui s'est un peu déplacé vers l'est. Des milliers d'entreprises y sont représentées et il reste le centre de l'activité de la ville. Ce quartier accueille la majorité des gratte-ciels de la ville.
Le port intérieur de l'Inner Harbor est le centre touristique et commercial de Baltimore avec environ 13 millions de visiteurs par an. On y trouve de nombreux restaurants, commerces et activités de loisir. Il est prévu d'y construire le 10 Inner Harbor, plus grand gratte-ciel de Baltimore avec ses 219 mètres s'il venait à être construit.
Westside est la partie occidentale du Downtown Baltimore et la plus résidentielle, de nombreux projets résidentiels y sont d'ailleurs prévus. Le quartier est aussi lié avec l'hôpital universitaire de l'université du Maryland et le théâtre de l'hippodrome (Hippodrome Theatre). La partie nommé Mt. Vernon est sa partie culturelle et est connue pour sa vie nocturne animée grâce à ses bars et ses clubs. Le Westside abrite également d'anciennes maisons. On y trouve d'un point de vue culturel le Joseph Meyerhoff Symphony Hall, l'orchestre symphonique de Baltimore et le Lyric Opera House.  Au nord se trouve la Penn Station, gare ferroviaire principale de Baltimore qui propose des liaisons Amtrak et MARC vers d'autres villes américaines. 
Le quartier de Camden Yards accueille le stade de baseball Oriole Park at Camden Yards qui héberge l'équipe des Orioles de Baltimore mais aussi le stade de M&T Bank Stadium qui abrite l'équipe des Ravens de Baltimore.  De nombreuses résidences et de nombreux commerces se trouvent également dans cette zone.

## Histoire
Le Downtown est le centre de la ville depuis que Baltimore a été officiellement déclarée Cité en 1796. En 1814, Francis Scott Key a écrit "The Star-Spangled Banner" dans le port de Baltimore durant la guerre de 1812.  En 1904, la zone fut ravagée par un immense incendie avec des dégâts estimés à 150 millions de dollars et dut être reconstruit dans sa quasi-totalité. En 1973, le vice-président Spiro Agnew y signa son second mandat de vice-président dans le Building Garmatz Federal Office.

## Transport
Le Downtown est desservi par de nombreuses voies de communication comme le métro, des bus, le train MARC et l'automobile via les Interstate 83,95, 295, 395 et 695.